# Stuart Roosa
Stuart Allen Roosa (Durango, 16 de agosto de 1933 – Falls Church, 12 de dezembro de 1994) foi um astronauta norte-americano, comandante do módulo de comando da missão Apollo 14, a terceira missão tripulada à Lua.

## Biografia
Em seus anos anteriores à NASA, Roosa foi piloto de caça da base da USAF em Langley e piloto de testes da Base Aérea de Edwards durante os anos 1960. Em 1966, foi selecionado para o novo grupo de astronautas da agência espacial.
Seu primeiro e único vôo espacial foi como tripulante da missão Apollo 14, junto aos astronautas Alan Shepard e Edgar Mitchell. Enquanto Shepard e Mitchell desciam na Lua, Roosa orbitou o satélite a bordo do módulo de comando Kitty Hawk, realizando uma grande série de experiências científicas.
Numa delas, ele levou ao espaço três sementes, que germinaram na volta para a Terra e foram plantadas através dos Estados Unidos, passando a ser conhecidas como “As Árvores da Lua”.
Stuart Roosa morreu aos 61 anos, no estado da Virgínia, de complicações provocadas por uma pancreatite, e foi sepultado no Cemitério Nacional de Arlington.